# Derendingen (Solothurn)
Derendingen je mjesto u kantonu Solothurn na sjeverozapadu Švicarske.

## Stanovništvo
Prema službenim statistikama popisa stanovništva iz 2012. Derendingen ima 6058 stanovnika, većina govori njemačkim jezikom.

## Galerija
- Katolička i protestanska crkva
- Aebihaus
- stara poštanska karta

## Vanjske poveznice
- Službena stranica općine Derendingen